# Armoriale delle famiglie italiane (Ra)
Questo è l'armoriale delle famiglie italiane il cui cognome inizia con le lettere Ra.

## Armi

### Rab
| Stemma | Casato e blasonatura |
| ------ | --- |
|        | Rabacini o De Regibus (Mombello Monferrato, Cuneo) Trinciato scalinato di rosso e d'argento, allo scudetto, in cuore, d'oro, carico di una banda trinciata d'argento e di verde (citato in (16) e in (22)) trinciato scalinato di rosso e d'argento, allo scudetto, in cuore, d'oro caricato di una banda trinciata d'oro, e di verde, arma di due campi uno rosso scalato d'argento ed un tutto d'oro ed una sbarra al traverso di colore verde et argento (citato in (22)) |
|        | Rabatti Salvolini (Firenze) D'azzurro, alla fascia di rosso accompagnata da due crescenti montanti d'argento, 1.1 (citato in (14)) |
|        | Rabbi o Rabia o Rabbia o Rabbio o Rabi (Cuneo, Milano) Titolo: consignori di Ceva, Roascio, S. Michele, Torre Mondovì, Torricella D'azzurro, a tre gemelle d'argento, poste in banda, con il capo d'oro, carico di un'aquila coronata, di nero (citato in (16) e in (22)) alias di azzurro, con sei cotisse d'argento, ed il capo d'oro caricato di un'aquila nera, coronata del medesimo (citato in (22)) d'azzurro, a sei filetti d'argento, al capo dell'impero (citato in (22)) alias bandato d'azzurro e d'argento (citato in (22)) alias D'azzurro, a sei gemelle d'oro (citato in (16) e in (22)) alias D'azzurro, a tre gemelle d'argento, poste in banda (citato in (16)) alias D'azzurro, a tre gemelle d'argento, poste in banda, con il capo d'oro, carico di un tralcio di vite, fogliato e fruttato, al naturale, posto in fascia (citato in (16)) Cimiero: puttino, nascente, tenente un breve scritto col motto Motto: Dominus fortitudo mea - Dominus procurator meus |
|        | Rabino o Rabini Titolo: signori di Bosia; consignori di Borgomale D'azzurro, al cipresso al naturale, sostenuto a destra da un leoncino d'oro, rivoltato (citato in (16)) |
|        | Rabozio o Rabozziu (Milanese) Titolo: signori di Landiona D'azzurro, a tre rose di rosso, bottonate d'oro, fogliate di verde, una accanto all'altra (citato in (16)) |
|        | Rabuti (Cesena) (la blasonatura non è stata ancora caricata) (citato in BLCW) Immagine in Blasone Cesenate. |
|        | Raby (Brianzonese, Valsusa, Torino) D'azzurro, alla banda composta d'oro e di nero (citato in (16)) |

### Rac
| Stemma | Casato e blasonatura |
| ------ | --- |
|        | Racca o Racha o Rachio (Sanfrè) D'azzurro, al compasso d'oro aperto, sostenuto da un castello d'argento, con un giglio d'oro in abisso Motto: Constantia conterit inimicos (citato in (16)) |
|        | Raccamadoro (Fermo) 3 stelle (6 raggi) di oro su fascia di argento su - inquartato di oro e di rosso inchiavato in palo (citato in LEOM) |
|        | Raccamadoro (Fermo) 3 stelle (6 raggi) di oro su fascia di argento su inquartato di oro e di azzurro inchiavato solo verticalmente (citato in LEOM) |
|        | Rachis o Rachi o Racchia o Rachia (Racconigi, Cherasco) Titolo: marchesi di Verduno; conti di Carpenea; baroni di Piverone Partito di rosso e d'argento, alla banda d'azzurro, accompagnata da due stelle, d'oro Motto: In tenebris fulget alias Partito d'azzurro e d'oro, alla banda di rosso, accompagnata da due stelle, la più alta d'azzurro, la più bassa d'oro alias Partito d'oro e d'azzurro, alla banda di rosso, accompagnata da due stelle (6), la prima d'oro, la seconda d'azzurro alias Partito d'oro e di rosso, alla banda accompagnata da due stelle, il tutto dell'uno nell'altro (citato in (16)) |

### Rad
| Stemma | Casato e blasonatura |
| ------ | --- |
|        | Radaelli (Milano) 3 fiaschetti a forma di coppa coperta di oro posti 1,2 coronati dello stesso tutto su azzurro (citato in LEOM) |
|        | Raddi (Firenze) D'azzurro, a tre stelle a otto punte d'oro, 2.1, e al capo dell'Impero (citato in (14)) |
|        | Raddi delle Ruote (Firenze) Di rosso, a tre stelle a otto punte d'oro, 2.1, e al capo dell'Imper (citato in (14)) |
|        | Radero o Raclero (Mondovì) Troncato d'argento e di verde, al leone, troncato di rosso e d'oro, accompagnato in punta da una stella, d'oro, e tenente un rastrello a manico, troncato di nero e d'oro (citato in (16)) |
|        | Radicati (Passerano) Titolo: conti di Brozolo, Cocconato e Marmorito, Montmayeur, Robella, Veveri, Villanova; signori di Aramengo, Balangero, Druent, Marcorengo, Pocapaglia, Radicata, Ticinetto, Tonengo; consignori di Balangero, Berzano, Capriglio, Castelletto Merli, Cellamonte, Cocconito, Colcavagno, Giarole, Lavriano, Mathi, Moncucco, Mondonio, Montiglio, Murisengo, Piobesi, Piovà, Rivalta, Rosingo, S. Sebastiano, Schierano e Primeglio, Terruggia Troncato, al primo di nero all'aquila d'oro coronata dello stesso, al secondo d'oro al castagno al naturale sradicato alias Inquartato, al 1° e 4° di nero, all'aquila d'oro, coronata dello stesso, al 2° e 3° d'argento, al castagno al naturale sradicato alias Inquartato: al 1° e 4° controinquartato, al 1° e 4° di nero, all'aquila d'oro, coronata dello stesso, al 2° e 3° d'argento, al castagno al naturale, sradicato; al 2° e 3° semipartito e troncato: al 1° d'azzurro, al sole d'oro orizzontale destro e allo specchio d'argento, quadrilungo, posto nel punto sinistro della punta; al 2° d'oro, all'aquila coronata, di nero; al 3° sbarrato di otto pezzi, d'oro e di rosso Motto: Wann Gott Will - Tempori aptare decet (citato in (16)) |
|        | Radicati di Marmorito (Torino) aquila coronata di oro su nero - albero di rovere al naturale sradicato su argento (citato in LEOM) |
|        | Radicati di Primeglio (Torino) aquila coronata di oro su nero - albero di rovere al naturale sradicato su argento (citato in LEOM) |
|        | Radicati Talice (Torino) aquila coronata di oro su nero - rovere di verde sradicata con 4 rami incrociati su argento - sole di oro uscente dal cantone sinistro in alto su azzurro - specchio quadrilungo di argento nell'angolo sinistro in basso su azzurro - aquila coronata di nero su oro - sbarrato di oro e di rosso (8 pezzi) (citato in LEOM) |
|        | Radicati Talice (Torino) aquila coronata di oro su nero - albero di castagno sradicato al naturale su oro - specchio quadrilungo di argento in basso a destra - sole uscente dal canton sinistro del capo di oro tutto su azzurro - aquila coronata di nero su oro - sbarrato di oro e di rosso (8 pezzi) (citato in LEOM) |
|        | Radicati o Radicati di Brozolo (Torino) aquila coronata di oro su nero - albero di castagno sradicato al naturale su argento (citato in LEOM) |
|        | Radicati o Radicati di Brozolo (Torino) aquila coronata di oro su nero - albero di castagno sradicato al naturale su oro (citato in LEOM) |
|        | Radicati o Radicati di Primeglio o Radicati di Marmoprito (Torino) aquila coronata di oro su nero - albero di castagno sradicato al naturale su oro (citato in LEOM) |
|        | Radice Fossati (Milano) tronco di albero tagliato e sradicato posto su terrazzo di verde uscente dalla punta al naturale sormontato da - stella (8 raggi) di oro tutto su azzurro - bandato di argento e di rosso - 4 biglietti rettangolari di argento posti in fascia su rosso in capo (sulla seconda partizione) (citato in LEOM) |
|        | Radini Tedeschi (Piacenza) avambraccio destro vestito di argento uscente da destra afferrante con la mano di carnagione un albero cipresso di verde nodrito su una tavoletta quadrata di argento accompagnato in alto da - 4 conchiglie poste in doppia fascia dello stesso tutto su rosso - vaso di argento da cui esce una cometa posta in palo dello stesso su azzurro - gemella in palo ondata di rosso su argento (citato in LEOM) |
|        | Radivani (Molfetta) d'argento, alla mano sinistra di carnagione, uscente dal fianco destro dello scudo, coll'indice puntato verso l'alto, al capo d'argento sostenuto da una riga d'oro (citato in DAlena e in ) |

### Raf
| Stemma | Casato e blasonatura |
| ------ | --- |
|        | Rafani (Firenze) Di..., alla branca di leone posta in banda di... (citato in (14)) |
|        | Rafélis de Saint Sauveur (Francia) Inquartato, al 1° e 4° d'oro, alla croce ricrociata, d'azzurro, al 2° e 3° di rosso, al rocco di scacchiera, d'argento (citato in (16)) |
|        | Raffa (Mantova) Titolo: marchesi di Pareto Trinciato dentato d'argento e di nero alias Trinciato dentato di verde e d'argento alias Partito, al 1° trinciato dentato di [...] e di [...], al 2° inquartato, al I e IV bandato di [...] e di [...], al II e III di [...], all'aquila bicipite di [...], coronata di [...] (citato in (16)) |
|        | Raffa o Raffo (Messina) d'azzurro, allo scaglione cucito di rosso, accompagnato da quattro gigli d'oro, tre ordinati nel capo ed uno in punta (citato in Mango) |
|        | Raffacani (Firenze) Di rosso, al cane rampante d'argento, collarinato d'oro alias Di rosso, al cane rampante d'argento, tenente con le zampe anteriori un raffio (o uncino) di... alias Di rosso, al cane rampante d'argento, tenente con le zampe anteriori un raffio (o uncino) di...; con il capo d'Angiò (citato in (14)) |
|        | Raffaelli (Pescia) D'oro, all'albero di pino sradicato al naturale, accompagnato in capo da una stella a otto punte di rosso alias D'oro, all'albero di pino sradicato al naturale, accompagnato in capo da una stella a cinque punte di rosso (citato in (14)) |
|        | Raffaelli (Pescia) (DE) In Gold 1 naturfarbener Laubbaum oben begleitet von 1 achtstrahligen roten Stern (citato in (23)) |
|        | Raffaelli (Lucca, Garfagnana) D'oro, alla croce di sant'Andrea d'azzurro accantonata da quattro rose di rosso, e caricata da cinque crescenti d'argento, quello in cuore montante, e i quattro dei bracci volti verso quest'ultimo (citato in (14)) 5 lune di argento su croce di Sant'Andrea di azzurro su oro la centrale montante le altre 4 sui bracci della croce convergenti con le corna verso il centro - la croce accantonata da 4 rose di rosso su oro (citato in LEOM) |
|        | Raffaelli (Roma) (la blasonatura non è stata ancora caricata) (Immagine nell' Archivio Storico Capitolino (PDF) (archiviato dall'url originale il 4 marzo 2016).) |
|        | Raffaelli (Cingoli) scaccato di rosso e di argento - scaglione di argento su troncato in scaglione di azzurro e di oro - aquila di nero posta sullo scaglione sormontata da - 2 comete di argento ondeggianti in palo poste in fascia su azzurro - monogramma AR maiuscolo di nero su oro (citato in LEOM) |
|        | Raffaelli (Cingoli) scaccato di rosso e di argento - aquila bicipite di nero coronata su ambo le teste di oro su oro in capo (citato in LEOM) |
|        | Raffi (Compiano) (la blasonatura non è stata ancora caricata) (citato in DAlena) |
|        | Raffo (Chiavari) (la blasonatura non è stata ancora caricata) (Immagine nella Raccolta stemmi Trippini (JPG).) |
|        | Raffo (Cairo (Egitto)) scaglione di rosso su azzurro - 4 gigli di oro di cui 3 in alto posti 1,2 e uno in basso su azzurro (citato in LEOM) |
|        | Raffo (Cairo (Egitto)) albero di verde fustato di rosso su terrazzo al naturale uscente dalla punta su argento - uccello di argento posto in cima all'albero su argento (citato in LEOM) |

### Rag
| Stemma | Casato e blasonatura |
| ------ | --- |
|        | Ragazzi (Milano) 2 fasce abbassate di azzurro su oro - croce di Malta di rosso bordata di oro in alto a sinistra su oro (citato in LEOM) |
|        | Ragazzi (Cremona) Titolo: marchesi d'oro, a due fasce abbassate d'azzurro, sormontate da una croce di Pisa addestrata di rosso (citato in BLCR) Immagine in |
|        | Ragazzi (Milano) un ramo di palma e un ramo di quercia di verde ficcati in una corona marchionale di oro su argento (citato in LEOM) |
|        | Ragazzi (Milano) testa di fanciullo al naturale in maestà su argento - aquila di nero su oro in capo (citato in LEOM) |
|        | Ragazzini (Cesena) (la blasonatura non è stata ancora caricata) (citato in BLCW) Immagine in Blasone Cesenate. |
|        | Raggi (Milano, Bosco Marengo) D'azzurro, alla banda d'argento, accompagnata in capo da un sole raggiante, di otto raggi (citato in (16)) |
|        | Raggi (Roma) (la blasonatura non è stata ancora caricata) (Immagine nell' Archivio Storico Capitolino (PDF) (archiviato dall'url originale il 5 marzo 2016).) |
|        | Raggi (Genova, Sanremo, Roma) banda di rosso su - leone rampante coronato di oro su azzurro (citato in LEOM) |
|        | Raggi (cesena) (la blasonatura non è stata ancora caricata) (citato in BLCW) Immagine in Blasone Cesenate. |
|        | Raggia o Raggi (Ovada) D'azzurro, al leone di rosso, coronato dello stesso, colla banda d'oro attraversante sul tutto (citato in (25)) |
|        | Raggio (Genova) Titolo: marchesi d'Azeglio; conti di Cortandone; conti Partito, al 1° d'azzurro, alla banda doppiomerlata, d'argento, accompagnata in capo da un fascio di raggi, d'oro, movente in sbarra dal cantone sinistro del capo, e in punta da una stella (6), pure d'oro (Raggio), al 2° di Tapparelli (citato in (16)) |
|        | Raggio o Raggi (Ovada) D'azzurro, al leone coronato d'oro, con una banda di rosso, attraversante sul tutto (citato in (25)) |
|        | Raggio (Genova) banda doppiomerlata di argento su azzurro - raggi di oro uscenti dal cantone destro del capo su azzurro - stella (5 raggi) di argento in basso a sinistra su azzurro (citato in LEOM) |
|        | Raggio (Genova) banda doppiomerlata di argento su azzurro - fascio di raggi di oro uscenti dal canton destro del capo - stella (6 raggi) di oro in basso a sinistra su azzurro (citato in LEOM) |
|        | Ragni (Firenze) D'oro, alla croce d'azzurro accantonata da quattro palle dello stesso (citato in (14)) |
|        | Ragni (Toscana) (DE) In Blau 3 goldene Spinnen 2:1 gestellt (citato in (23)) |
|        | Ragnina (Ragusa/Dubrovnik) di rosso, a tre bande d'argento; al capo dello stesso, caricato di tre ragni porta-croce di nero alla croce di rosso, posti in palo e accostati (citato in (6)) (FR) De gueules, à trois bandes d'argent, au chef du même, ch. de trois araignées porte-croix de sable la croix de gueules, en pals, accostées. Casque couronné. (citato in (7)) |
|        | Ragnina (Ragusa/Dubrovnik) di rosso, alla fascia diminuita d'argento, accompagnata in capo da tre ragni di nero, posti in palo e accostati, e in punta da tre bande d'argento (citato in (6)) (FR) De gueules, à la fasce diminuée d'argent acc. en chef de trois araignées de sable en pals, accostées, et en pointe de trois bandes d'argent. Casque couronné. (citato in (7)) |
|        | Ragnina (Messina) troncato nel primo d'argento a tre ragni tessenti al naturale; nel secondo d'oro a tre bande di rosso (citato in Mango) diviso; nel 1° d'argento, con tre ragni al naturale: nel 2° d'oro, con tre bande di rosso (citato in (20)) 3 ragni visti di dorso al naturale posti in fascia sull'argento del - troncato di argento e di oro - 3 bande di rosso sull'oro (citato in LEOM) Corona di duca, ed elmo cimato da un leone d'oro tenente colle zampe una spada in atto di combattere Notizie storiche in Famiglie nobili di Sicilia. |
|        | Ragno (Santhià) Di rosso, a tre ragni al naturale, con il capo d'oro, carico di un leone di rosso, illeopardito Motto: Non per forza (citato in (16)) |
|        | Ragnoni (Siena) Partito: nel 1° di rosso, al leone d'oro, coronato dello stesso; nel 2° fasciato di otto pezzi d'oro e di rosso alias Partito: nel 1° d'azzurro, al leone d'oro coronato dello stesso; nel 2° d'oro, a tre fasce di rosso abbassate sotto il capo dello stesso, caricato di due chiavi decussate del campo (citato in (14)) |
|        | Ragnoni (Siena) leone rampante coronato di oro su azzurro - fasciato di oro e di rosso (8 pezzi) (citato in LEOM) |
|        | Ragnoni (Siena) (la blasonatura non è stata ancora caricata) (citato in BNDD) Immagine ne L'araldica sarteanese nei secoli. |
|        | Ragogna (Friuli) 12 losanghe di rosso poste in tripla fascia sull'argento del - fasciato di rosso e di argento (citato in LEOM) |
|        | Ragone (Molise) (la blasonatura non è stata ancora caricata) (citato in DAlena) |
|        | Ragonesi (Pisa) Di rosso, a tre rose d'oro, 2.1, e al capo dell'Impero alias Troncato: nel 1° d'oro, all'aquila dal volo abbassato di nero; nel 2° di rosso, a tre rose d'oro, 2.1 (citato in (14)) |
|        | Ragonesi (Cesena) (la blasonatura non è stata ancora caricata) (citato in BLCW) Immagine in Blasone Cesenate. |
|        | Ragusa (Sciacca, Milazzo, Mazzara, Palermo) Titolo: barone di San Simone d'azzurro al monte di tre cime d'oro, quella centrale con un castello dello stesso turrito di tre pezzi, con una bandiera d'argento svolazzante a sinistra (citato in (17)) alias d'azzurro, al monte di tre cime d'oro, quello di mezzo cimato da un castello dello stesso torricellato di tre pezzi; con una bandiera d'argento svolazzante a sinistra ed un sole nascente d'oro (ramo di Mazzara) (citato in Mango e in (20)) 3 monti uscenti dalla punta di oro il medio sormontato da una torre dello stesso con bandiera di argento su azzurro - sole raggiante di oro in alto su azzurro (citato in LEOM) alias d'azzurro all'aquila spiegata d'argento nascente dalla sua immortalità di rosso (citato in (17)) d'azzurro, all'aquila spiegata d'argento, nascente dalla fiamma di rosso (ramo di Palermo) (citato in Mango e in (20)) aquila di argento uscente da una fiamma di rosso su azzurro (citato in LEOM) Notizie storiche in Famiglie nobili di Sicilia. Ulteriori notizie storiche in Famiglie nobili di Sicilia. Altre notizie storiche in Famiglie nobili di Sicilia. |

### Rai
| Stemma | Casato e blasonatura |
| ------ | --- |
|        | Raibaudi o Raybaudi (San Martino del Varo, Sospello, Nizza) Titolo: baroni di Cainea D'azzurro, al grifone d'oro, rampante contro uno scoglio, d'argento, movente dal fianco destro dello scudo alias Di rosso, a tre pali d'oro, con il capo del secondo, carico di una stella del primo (citato in (16)) |
|        | Raimo (Napoletano) (la blasonatura non è stata ancora caricata) (citato in (19)) (d'oro, al capo d'azzurro caricato di tre stelle a sei raggi del primo) (citato in CASN) Immagine in http://opac.casanatense.it/GEIDEFile/D836.JPG?Archive=129252494743&File=csst0013_jpg |
|        | Raimondi o Raymondi (Como, Torino, Racconigi) Titolo: conti di Lisio, Mongardino; consignori di Cavallerleone Fasciato d'argento e di rosso, al palo d'azzurro, carico di tre foglie di vite, d'oro, con il capo di rosso, carico di un'aquila coronata, d'argento (citato in (16)) alias Fasciato d'argento e di rosso, al palo d'azzurro, carico di tre trifogli, d'oro, con il capo di rosso, carico di un'aquila coronata, d'argento (citato in (16)) 3 trifogli di oro su palo di azzurro su fasciato di argento e di rosso - aquila coronata di argento su rosso in capo (citato in LEOM) alias Fasciato d'argento e di rosso, al palo d'azzurro, carico di tre trifogli, d'oro, con il capo d'oro, carico di un'aquila coronata, di nero (citato in (16)) alias Fasciato d'argento e di rosso, al palo d'azzurro, con il capo di rosso, carico di un'aquila coronata, d'argento (citato in (16)) Motto: Loco et tempore |
|        | Raimondi (Mondovì) Titolo: signori di Villarboit D'azzurro, a tre fasce di rosso, cucite, al palo d'argento, carico di tre trifogli, di verde, attraversanti, con il capo d'azzurro, cucito, carico di un'aquila d'argento alias Fasciato d'argento e di rosso, al palo d'azzurro, carico di tre trifogli, d'oro, con il capo d'oro, carico di un'aquila coronata, di nero Motto: Loco et tempore (citato in (16)) |
|        | Raimondi (Nizza, Sospello) Titolo: consignori di Fogassieras, Gorbio D'azzurro, alla fascia d'oro, carica di tre gemelle, di nero, accompagnata in capo da un sole d'oro, in punta da un giglio dello stesso, fiancheggiato da due rose d'argento alias D'azzurro, alla fascia d'oro, carica di tre teste di moro, di nero, accompagnata in capo da un sole d'oro, in punta da un giglio dello stesso, fiancheggiato da due rose d'argento (citato in (16)) |
|        | Raimondi o Raimondo (Torricella di Ceva) Losangato d'argento e di nero, al leone coronato, d'oro(?) Motto: Lucidiora quero (citato in (16)) |
|        | Raimondi (Cremona) losangato di nero e d'argento, al leone di rosso attraversante (citato in BLCR) Immagine in |
|        | Raimondi (Como) aquila di nero coronata di oro su oro - 3 trifogli di oro posti un sull'altro su palo di rosso su - fasciato di argento e di rosso (citato in LEOM) |
|        | Raimondi o Raimondi Zanelletti (Parma) cancello di legno al naturale nascente in fascia dai 2 lati dello scudo accompagnato in basso da - 3 gigli di oro posti 2,1 tutto su rosso - aquila bicipite di nero coronata alla reale di oro su oro in capo - trangla di argento caricata da una pera gambuta e fogliata al naturale al centro accostata dalla sigla F.I D.O. in lettere maiuscole di azzurro (iniziali del motto Fidelitas illius donum obtinuit) (citato in LEOM) |
|        | Raimondo o Ramondo (Messina) scaccato di rosso e d'argento, al leone di nero coronato d'oro, attraversante sul tutto (citato in Mango) alias scaccheggiato di rosso e di argento, ed un leone di rosso, coronato d'oro soprastante sul tutto (citato in (20)) Notizie storiche in Famiglie nobili di Sicilia. |
|        | Rainaldi o Raynard o Rainardi o Reynardi o Reinaldi (Nizza) Titolo: conti di Belvedere; consignori di Santa Margherita D'azzurro, a tre spighe di nardo, d'oro, una accanto all'altra Motto: Nardus mea in valle (citato in (16)) |
|        | Rainaldi o Raynaldi o Rainaldi Bonaudo (Avigliana) Titolo: conti di Villa San Secondo D'argento, all'albero di verde, fruttato di rosso (citato in (16)) |
|        | Rainaldi o Raynaldi o Reinaudo (Nizza) Titolo: baroni di Sant'Alberto D'azzurro, alla volpe d'oro, rampante (citato in (16)) |
|        | Rainaldi (Roma) leone rampante al naturale posto su monte a 3 cime di verde uscente dalla punta tenente con la destra un ramoscello di olivo di verde e con la sinistra una spada di argento guarnita di oro posta in banda tutto su azzurro - sole di oro uscente dal canton sinistro del capo su azzurro (citato in LEOM) |
|        | Raineri (Casale) Titolo: conti di Fisrengo D'azzurro, al liocorno furioso, d'argento alias Di rosso, al liocorno furioso, d'argento Motto: Incedo tutus (citato in (16)) |
|        | Raineri o Reineri o Reyneri (Cherasco) Titolo: signori di Bonvicino, Isasca D'azzurro al monte, accompagnato da due stelle, il tutto d'oro alias Inquartato, al 1° e 4° di Saluzzo, al 2° e 3° fasciato innestato nebuloso d'oro e di rosso, con il capo d'oro, carico di un'aquila di nero, sul tutto di Raineri (citato in (16)) |
|        | Raineri o Reineri o Reyneri (Saluzzo) Titolo: conti di Lagnasco Inquartato, al 1º e 4º d'oro, a tre fasce di rosso, ondate, sormontate da un'aquila coronata, di nero, al 2º e 3º troncato d'azzurro e d'argento; e sul tutto d'azzurro, al monte, accompagnato da due stelle, il tutto d'oro alias D'oro, alla fascia ondata, di rosso, con il capo d'oro, cucito, carico di un'aquila, di nero alias Inquartato, al 1º e 4º d'oro, all'aquila di nero, al 2° e 3° fasciato innestato nebuloso d'oro e di rosso Motto: Toujours avant (citato in (16)) |
|        | Raineri o Raneri (Messina, Santa Lucia del Mela) Titolo: barone d'oro, al leone di nero e il capo d'azzurro, caricato da tre stelle d'oro (ramo di Messina) (citato in Mango e in (20)) alias d'azzurro, al sole d'oro, figurato di rosso, tramontante nel mare al naturale, movente dalla punta (ramo di Santa Lucia del Mela) (citato in Mango e in (20)) Corona di barone Notizie storiche in Famiglie nobili di Sicilia. |
|        | Raineri Biscia o Morini (Bologna) braccio destro uscente da destra vestito di rosso afferrante con la mano di carnagione per il tronco un albero di pino di verde fruttato di oro su monte a 3 cime di verde uscente dalla punta su argento - capo d'Angiò (sulla prima partizione) - colonna di oro con base e capitello di argento accollata da una biscia di verde ingolante un fanciullo di carnagione tutto su azzurro (citato in LEOM) |
|        | Rainieri (Verona) scaglione partito di argento e di azzurro su verde accompagnato da - 3 stelle (6 raggi) di oro poste 2,1 su verde (citato in LEOM) |
|        | Raisi d'oro, a tre radici recise e sradicate di verde (citato in (5) – pag. 106) |
|        | Raisi (Sicilia) d'azzurro, con un pesce raja d'argento, posto in fascia (citato in Mango e in (20)) Notizie storiche in Famiglie nobili di Sicilia. |

### Raj
| Stemma | Casato e blasonatura |
| ------ | --- |
|        | Raja o Raia o Raya (Messina, Palermo) d'azzurro, al raggio solare d'oro posto in palo (citato in Mango e in (20)) raggio di sole posto in palo punta in alto di oro su azzurro (citato in LEOM) Notizie storiche in Famiglie nobili di Sicilia.      |
|        | Rajadelli o Raiadelli o Rayadelli o Rajadellis o Rajatellis (Sicilia) d'azzurro, all'aquila spiegata d'oro, mirante i raggi di un sole dello stesso orizzontale a destra (citato in Mango e in (20)) Notizie storiche in Famiglie nobili di Sicilia. |

### Ral
| Stemma | Casato e blasonatura |
| ------ | --- |
|        | Ralbuffati (Firenze) Di rosso, alla ruota d'oro (citato in (14)) |
|        | Ralli (Trieste) aquila di nero rivolta su oro - croce di argento su azzurro - agnello pasquale al naturale su terrazzo di verde su azzurro - castello a 3 torri merlato alla guelfa al naturale aperto e finestrato di nero su oro (citato in LEOM) |

### Ram
| Stemma | Casato e blasonatura |
| ------ | --- |
|        | Ram o Rams o Ramo (Sicilia) d'oro, al ramo d'albero di verde posto in palo (citato in Mango e in (20)) Notizie storiche in Famiglie nobili di Sicilia. |
|        | Rama (Graglia, Ivrea, Torino) Titolo: nobili Troncato, al 1° d'argento, all'aquila di nero, al 2° d'oro, a due piante d'olivo al naturale, nascenti nella pianura erbosa, sormontate da tre stelle (6) di rosso, ordinate in fascia (citato in (16)) aquila di nero su argento - 2 alberi di olivo nodriti su terrazzo erboso uscente dalla punta tutto al naturale sormontati in alternanza da - 3 stelle (6 raggi) di rosso tutto su oro (citato in LEOM Motto: Impavidum ferient ruinae |
|        | Rama (Rivoli) Troncato cuneato d'argento e d'azzurro, di quattro pezzi e due mezzi, il secondo campo alla quercia d'oro, con i rami decussati alias D'azzurro, al ramo d'olivo (al naturale?), fruttato d'argento, decussato e ridecussato, con il capo cuneato, d'argento alias Troncato, al 1° d'argento, all'aquila di nero, al 2° d'oro, a due piante d'olivo al naturale, nascenti nella pianura erbosa, sormontate da tre stelle (6) di rosso, ordinate in fascia (citato in (16)) |
|        | Ramaglianti (Firenze) Di..., a due animali controrampanti di..., e al capo di... (citato in (14)) |
|        | Ramazzini (Modena) braccio destro armato uscente da sinistra afferrante con la mano di carnagione un ramoscello di olivo di verde tutto su azzurro - aquila di nero su oro in capo sostenuta da - trangla di rosso (citato in LEOM |
|        | Rambaldesi o Rimbaldesi o Rambaldesi della Scala o Rimbaldesi della Scala (Toscana) (DE) In mit goldenen Lilien besätem roten Feld 1 silberner Schrägbalken, dieser belegt mit 4 blauen Schräglinksbalken (citato in (23)) |
|        | Rambaldo (Oderzo, Verona, San Vito al Tagliamento) struzzo al naturale tenente nel becco una ranocchia dello stesso la zampa destra alzata afferrante la vigilanza di oro su terrazzo di verde uscente dalla punta tutto su rosso (citato in LEOM |
|        | Rambaudi (Nizzardo) Titolo: consignori di Drap D'oro, a un ariete di nero, con colonna d'argento (?) (citato in (16)) |
|        | Rambaudi (Villafranca Mare) Troncato, al 1° d'oro, al leone di nero, linguato e membrato di rosso, al 2° fasciato d'oro e di rosso, la fascia divisa da filetti di nero (citato in (16)) |
|        | Rambaudi (Monasterolo, Savigliano, Ivrea) Titolo: conti di Bairo, Pietraporzio e Pombernardo; consignori di Romano, Torre Bairo Fasciato di rosso e d'oro, con il capo d'oro, carico di un leone, di nero (citato in (16)) |
|        | Rambaudi (Sanfrè, Torino) Titolo: nobili Fasciato di rosso e d'argento, con il capo d'oro, carico di un leone, di nero (citato in (16)) fasciato di rosso e di argento - leone rampante di nero su oro in capo (citato in LEOM |
|        | Ramberti (Cesena) (la blasonatura non è stata ancora caricata) (citato in BLCW) Immagine in Blasone Cesenate. |
|        | Rambosio de Barca o Rambosi (Cuneo) D'argento, alla banda di rosso (citato in (16) e in (22)) |
|        | Ramelli (Asti, Moncalieri) Titolo: Nobili dei Conti di Celle, signori di Vaglierano e Cellarengo; consignori di Solbrito, di Menabó, Stoerda, Ferrere, Corveglia, Dusino, San Michele d'Asti e Serralunga. Inquartato, al 1º e 4º d'oro, all'aquila coronata, di nero, al 2º e 3º d'argento, a due rami d'olivo, al naturale, decussati e ridecussati; sul tutto d'azzurro, a tre scaglioni d'argento, sormontati da un giglio, d'oro Motto: Fides spes charitas (citato in (16)) |
|        | Ramelli (Torino) 3 scaglioni di argento cimati da un giglio di oro su scudetto di azzurro su - aquila coronata di nero su oro - 2 rami di olivo incrociati per 2 volte al naturale su argento (citato in LEOM |
|        | Ramelli-Montani (Fabriano) (la blasonatura non è stata ancora caricata) (Immagine nella Raccolta stemmi Trippini (JPG).) |
|        | Ramellini (Novara, Sant'Agabio) Di rosso, al palo di azzurro, caricato di un leone di oro, linguato, coronato dello stesso, impugnante nella zampa anteriore destra una spada di argento manicata di oro, ed uscente per metà da un castelletto del I°, terminante alle estremità con due merli alla ghibellina, aperto del campo. (presente nella Raccolta del Bonacina) |
|        | Ramello (Bra) Troncato, al 1º d'oro, all'aquila, di nero, coronata e armata di rosso, al 2º di rosso, a due rami d'olivo, d'argento, decussati e ridecussati Motto: Utroque bello parata (citato in (16)) |
|        | Ramini (Nizza) Titolo: consignori di Castelnuovo D'oro, a tre pali d'azzurro, con il capo d'oro, cucito, carico di tre gigli, di rosso alias D'azzurro, a tre pali d'oro, con il capo d'argento, carico di tre gigli, d'azzurro, ordinati in fascia (citato in (16)) |
|        | Ramirez (Sicilia) d'argento, al leone di rosso rampante ad un albero di verde e la bordura di rosso, caricata da otto decussi d'oro (citato in Mango) d'argento, con un leone di rosso, rampante ad un albero di verde, e la bordura di rosso caricata da otto crocette di s. Andrea di oro (citato in (20)) Notizie storiche in Famiglie nobili di Sicilia. |
|        | Ramirez di Montalvo d'azzurro, alla sbarra diminuita di rosso, accompagnata nel capo da un leone d'oro, rivolto e passante sulla stessa, e in punta dal castello d'argento, aperto e torricellato di tre pezzi; col capo cucito d'azzurro, all'aquila rivolta spiegante d'argento (citato in (5) – pag. 47) |
|        | Rammagliati (Toscana) (DE) Gold-rot geteilt: Unten 3 senkrecht gelegte silberne Ratten 2:1 gestellt, die rechte und mittlere linksgewendet (citato in (23)) |
|        | Ramondini (Finale Emilia) fasciato di rosso e di azzurro - la prima fascia di azzurro caricata di 3 gigli di oro - 3 rose stelate e fogliate di oro in palo poste in fascia su azzurro in capo (citato in LEOM |
|        | Rampini (Firenze) Di..., a due doppi raffi (o uncini) decussati di..., accantonati nel 1° e 4° da due gigli di... (citato in (14) e in DAlena) |
|        | Rampini (Molise) D'argento alla croce di S. Andrea uncinata (citato in DAlena) |
|        | Rampini (Tortona) Titolo: signori di Sant'Alosio, Sardigliano (Corneliano, Pozzol Groppo?) D'azzurro, all'aquila scaccata d'argento e di rosso, accompagnata in punta da quattro gigli, d'oro, ordinati in fascia alias D'argento, all'aquila scaccata di rosso e d'argento, accompagnata in punta da quattro gigli, d'oro, ordinati in fascia (citato in (16)) |
|        | Rampolla (Polizzi, Petralia Sottana, Palermo) Titolo: barone di Polizzello, conte di Tindaro d'azzurro alla fede scorciata (stretta di mano) sormontata da una stella il tutto d'argento (citato in (17)) fede recisa vestita di argento sormontata da - stella (6 raggi) dello stesso tutto su azzurro (citato in LEOM alias di rosso all'alabarda d'argento uscente dalla punta sostenuta da due leoni d'oro affrontanti e coronati di oro (citato in (17)) 2 leoni controrampanti coronati di oro tenenti tra le zampe anteriori una alabarda di argento tutto su rosso (citato in LEOM alias d'azzurro al bastone gigliato d'oro sostenuto da due leoni coronati dello stesso controrampanti (citato in (17)) d'azzurro, al bastone gigliato d'oro, sostenuto da due leoni coronati dello stesso contra-rampanti e affrontati (citato in Mango e in (20)) d'azzurro, con due leoni affrontati e coronati d'oro, tenenti colle zampe un'asta, cimata da un giglio dello stesso (citato in (20)) 2 leoni controrampanti coronati di oro tenenti tra le zampe anteriori un bastone gigliato dello stesso tutto su azzurro (citato in LEOM) Corona di conte Notizie storiche in Famiglie nobili di Sicilia. Ulteriori notizie storiche in Famiglie nobili di Sicilia. |
|        | Rampolla (Cardinale Mariano - Segretario di Stato del Vaticano dal 1887 al 1903) ... |
|        | Ramponi (Firenze) D'argento, alla branca di leone posta in palo di..., sostenuta da un mattone di... e attraversante sulla fascia diminuita d'azzurro (citato in (14)) |
|        | Ramponi (Toscana) (DE) In Silber 1 blauer Balken, überdeckt von 1 1 schwarzen Quader besetzenden schräglinksgelegten abgerissenen naturfarbenen Löwenpranke (citato in (23)) |
|        | Ramponi (Cesena) (la blasonatura non è stata ancora caricata) (citato in BLCW) Immagine in Blasone Cesenate. |

### Ran
| Stemma | Casato e blasonatura |
| ------ | --- |
|        | Rana (Moncalieri, Asti, Torino, Susa) Titolo: consignori di Moriondo e Lovensito D'oro, a cinque pali, di rosso Motto: Non levi labore (citato in (16)) |
|        | Ranaldi (Fermo) 3 stelle (8 raggi) di oro poste 1,2 su azzurro - scorpione di nero posto in palo su oro - bue di argento sdraiato e rivolto su terrazzo di verde uscente dalla punta attraversato in basso a destra da una strada al naturale tutto su oro (citato in LEOM) |
|        | Ranaldi (Macerata) 3 fasce di rosso sormontate ciascuna da stella (6 raggi) di oro su azzurro - monte a 3 cime di verde sormontato da 2 ali addossate di argento racchiudenti una testa di uomo spaventato di rosso in maestà tutto su azzurro (citato in LEOM) |
|        | Ranalli (Firenze) D'azzurro, a tre spighe d'oro nodrite su un monte di tre cime di verde e accompagnato in capo da un sole d'oro posto in mezzo a due stelle a sei punte dello stesso, ai lati da due lambelli a tre pendenti di rosso, e in punta da un lambello a cinque pendenti dello stesso (citato in (14)) monte a 3 cime di verde cimato da 3 spighe di oro poste a ventaglio accostate ai lati da - 2 lambelli a 3 punte di rosso e in basso da un lambello a 5 punte dello stesso tutto su azzurro - sole raggiante di oro affiancato da - 2 stelle (8 raggi) dello stesso in alto su azzurro (citato in LEOM) |
|        | Rancati (Milano) D'argento a sei trifogli estirpati di verde, disposti 3, 2, 1. (citato in TRVZ, STAH, STBV) |
|        | Ranchiasci Brancaleoni (Gubbio, Nizza (Francia)) banda di oro accompagnata da - 3 stelle (8 raggi) dello stesso di cui 2 poste in fascia in alto e una in basso tutto su azzurro - zampa di leone di oro posta in palo su rosso (citato in LEOM) |
|        | Randelli (Firenze) Fasciato ondato di... e di... alias Di..., a tre fasce ondate di... (citato in (14)) |
|        | Randelli (Firenze) Di..., all'albero sradicato di..., sormontato da un bastone (randello) posto in fascia di..., attraversato da due pezzi di corda decussati e ridecussati (citato in (14)) |
|        | Randini (Val Sabbia) troncato nel 1º a un gallo; nel 2º bandato a cinque pezzi (citato in Piovanelli) |
|        | Randone (Garessio) Titolo: baroni di Boione Troncato, al 1° d'azzurro, al 2° d'oro, alla quercia di verde, sostenente una rondine, al naturale, con la gemella di nero posta in fascia, attraversante (citato in (16)) |
|        | Ranghi (Firenze) Troncato cuneato d'azzurro e d'oro (citato in (14)) |
|        | Ranghiasci-Brancaleoni (Gubbio) Fa(la blasonatura non è stata ancora caricata) (Immagine nella Raccolta stemmi Trippini (JPG).) |
|        | Rangone o Rangoni (Modena) Titolo: marchesi di Castagnole, Montaldo; consignori di Villadeati Fasciato d'argento e d'azzurro, con il capo del primo, carico di un'aquila di rosso, coronata, armata e membrata d'oro; sostenuto da un altro capo, di rosso, carico di una conchiglia, d'argento (citato in (16)) |
|        | Rangone Malerba (Diano, Alba) Titolo: conti di Montelupo Inquartato, al 1° e 4° di Rangone; al 2° e 3° troncato, al 1° di rosso, al sole d'oro, orizzontale destro; al 2° d'argento, al girasole al naturale; con la fascia d'azzurro, carica di tre stelle, d'oro, sulla troncatura alias D'azzurro, a tre bande d'argento, con il capo del primo, carico di una conchiglia, del secondo (citato in (16)) |
|        | Rangoni (Reggio Emilia) fasciato d'argento e di azzurro al capo di rosso, caricato di una conchiglia concava di argento, abbassato sotto un altro capo dello stesso caricato di un'aquila di rosso membrata, imbeccata e coronata d'oro (citato in (2) - pag. 158 e in DAlena) |
|        | Rangoni Machiavelli (Modena, Reggio Emilia, Firenze, Macerata, Roma) troncato di nero e di argento (citato in LEOM) |
|        | Rangoni Machiavelli (Modena, Reggio Emilia, Firenze, Macerata, Roma) 3 fasce di azzurro su argento - conchiglia di argento su rosso in capo (citato in LEOM) |
|        | Rangoni Machiavelli (Modena, Reggio Emilia, Firenze, Macerata, Roma, Rimini) fasciato di argento e di azzurro - aquila di rosso coronata di oro su argento in capo - trangla di rosso caricata di una conchiglia di argento (citato in LEOM) |
|        | Ranieri (Toscana) (DE) In Rot 3 liegende silberne Halbmonde 2:1 gestellt (citato in (23)) |
|        | Ranieri (Perugia) d'azzurro, alla banda doppriomerlata di tre pezzi d'argento (?) (Immagine nella Raccolta stemmi Trippini (JPG).) |
|        | Ranieri o Ranieri Bourbon del Monte (Perugia) banda doppiomerlata di 3 pezzi di argento su azzurro (citato in LEOM) |
|        | Ranieri o Ranieri Bourbon del Monte (Perugia) sbarra in divisa di rosso su azzurro - 3 gigli di oro posti 2,1 su azzurro (citato in LEOM) |
|        | Ranieri o Ranieri Bourbon del Monte (Perugia) braccio destro uscente da destra vestito di rosso con il polsino di argento afferrante con la mano di carnagione un albero di pino di verde fruttato di oro nodrito sulla cima di un monte a 3 cime di verde uscente dalla punta tutto su argento - capo d'Angiò (citato in LEOM) |
|        | Ranieri o Ranieri Bourbon del Monte (Perugia) aquila al naturale su campo non identificato (citato in LEOM) |
|        | Ranieri di Renzo (Siena) D'argento, alla croce di rosso (citato in (14)) |
|        | Ranosa (Venezia) 3 rane di verde poste 2,1 su argento (nel Di Crollalanza le rane sono di nero su argento) - leone passante di rosso su oro in capo (citato in LEOM) |
|        | Ranotto (Torino) Titolo: consignori di Celle, Revigliasco D'azzurro, alla banda d'oro, carica di tre rose, di rosso, accompagnata da due stelle, del secondo Motto: Infaticabili conspectu tuebor (citato in (16)) |
|        | Ranucci (Firenze) Di..., alla gemella in banda di..., sostenente un leone leopardito di..., e accompagnato in punta da un giglio di... (citato in (14)) |
|        | Ranucci dell'Alessi (Siena) Fasciato di sei pezzi di rosso e d'argento; con il capo d'Angiò (citato in (14)) |
|        | Ranuccioli (Siena) Fasciato d'argento e d'azzurro, alla biscia guizzante in palo attraversante d'oro (citato in (14)) |
|        | Ranuzzi (Bologna) d'azzurro, alla fascia increspata, accompagnata da sette stelle (6) il tutto d'oro, sormontata da quattro nubi d'argento moventi dal capo; alla bordura d'azzurro, caricata di stelle (6) d'oro (citato in (8) – pag. 630) |
|        | Ranuzzi (Toscana) fascia increspata di oro accompagnata da 4 ,3 stelle (6 raggi) dello stesso poste sulle punte dell'increspatura su azzurro - nube al naturale raggiante di oro uscente dal capo su azzurro - bordura di azzurro orlata di rosso caricata di 8 stelle (6 raggi) di oro poste 3,2,3 (citato in LEOM) |
|        | Ranuzzi (Toscana) 5 losanghe accollate in fascia di oro cimate alle punte di 5,5 stelle (6 raggi) dello stesso su azzurro - nube al naturale raggiante di oro uscente dal capo su azzurro - bordura di azzurro orlata di oro caricata di 8 stelle (6 raggi) di oro poste 3,2,3 (citato in LEOM) |
|        | Ranuzzi (Cesena) (la blasonatura non è stata ancora caricata) (citato in BLCW) Immagine in Blasone Cesenate. |
|        | Ranuzzi Cospi (Toscana) fascia increspata di oro accompagnata da 4 ,3 stelle (6 raggi) dello stesso poste sulle punte dell'increspatura su azzurro - nube al naturale raggiante di oro uscente dal capo su azzurro - bordura di azzurro orlata di rosso caricata di 8 stelle (6 raggi) di oro poste 3,2,3 - banda di azzurro accompagnata in capo da - monte a 3 cime di rosso tutto su oro (citato in LEOM) |
|        | Ranuzzi de Bianchi (Toscana) 5 losanghe accollate in fascia di oro cimate alle punte di 5,5 stelle (6 raggi) dello stesso su azzurro - nube al naturale raggiante di oro uscente dal capo su azzurro - bordura di azzurro orlata di oro caricata di 8 stelle (6 raggi) di oro poste 3,2,3 - fascia di argento su bandato di oro e di azzurro (citato in LEOM) |
|        | Ranuzzi Segni (Toscana) 5 losanghe accollate in fascia di oro cimate alle punte di 5,5 stelle (6 raggi) dello stesso su azzurro - nube al naturale raggiante di oro uscente dal capo su azzurro - bordura di azzurro orlata di oro caricata di 8 stelle (6 raggi) di oro poste 3,2,3 - braccio destro posto in palo vestito di rosso con polsino di argento sostenuto da monte a 3 cime di argento uscente dalla punta la mano di carnagione palmata nell'atto di benedire tutto su azzurro - capo d'Angiò (sulla seconda partizione) (citato in LEOM)                                                                   |
|        | Ranuzzi Manzoli (Bologna) partito: nel 1º d'azzurro, alla fascia increspata, accompagnata da sette stelle (6) il tutto d'oro, sormontata da quattro nubi d'argento moventi dal capo; alla bordura d'azzurro, caricata di stelle (6) d'oro (Ranuzzi); nel 2º fasciato d'argento e di nero di quattro pezzi, al capo di rosso (Manzoli) (citato in (8) – pag. 630) |
|        | Ranzano (Palermo) d'argento, al monte di tre cime di nero, sormontato da un leone dello stesso (citato in Mango e in (20)) Notizie storiche in Famiglie nobili di Sicilia. |
|        | Ranzato (Chioggia) (la blasonatura non è stata ancora caricata) (citato in Araldica gentilizia (archiviato dall'url originale il 4 marzo 2016).) |
|        | Ranzo o Ranzi (Vercelli) Titolo: signori di Fontanetto D'argento, alla banda di rosso, doppio merlata, con il capo d'oro, cucito, carico di un'aquila coronata, di nero alias Inquartato, al 1° e 4° d'argento, alla fascia doppiomerlata, di rosso, al 2° e 3° d'argento, al ramo di roseto, uscente dal cantone destro della punta, rigirantesi in spirale, fogliato di verde e fruttato di tre pezzi di rosso, ordinati in banda alias Inquartato, d'oro, all'aquila di nero, coronata del campo, e d'argento, alla banda di rosso, doppio merlata Motto: Disce pati donec (citato in (16))                           |
|        | Ranzoni (Cossato, Torino) Titolo: signori di Castelletto Cervo Troncato d'argento e di rosso, alla cometa d'oro (citato in (16)) cometa in palo di oro su troncato di argento e di rosso (citato in LEOM) |

### Rao
| Stemma | Casato e blasonatura |
| ------ | --- |
|        | Rao o Rau (Noto, Palermo) Titolo: marchese della Ferla, barone di Gallina e Bufalefi d'azzurro alla fenice d'argento sopra la sua immortalità di rosso, guardante un sole all'orizzonte d'oro a destra (citato in (17)) |

### Rap
| Stemma | Casato e blasonatura |
| ------ | --- |
|        | Rapallo (Genova) banda di azzurro su oro - aquila nascente di nero coronata di oro su oro in capo (citato in LEOM) |
|        | Rapari o Ravari (Cremona) di rosso, al leone d'oro, tenente con la branca anteriore destra una rapa d'argento; con il capo dell'Impero (citato in BLCR) Immagine in |
|        | Rapetti (Firenze) D'oro, a tre tortelli d'azzurro, caricati ciascuno di un leoncello del campo; il tutto abbassato sotto il capo d'Angiò (citato in (14)) |
|        | Rapetti (Toscana) (DE) Unter 1 blauen Schildhaupt, darin 1 vierlätziger roter Turnierkragen mit je 1 goldenen Lilie zwischen den Lätzen (Capo d'Angiò), 3 je mit 1 Löwen belegte bordierte ovale Schilde 2:1 gestellt (citato in (23)) |
|        | Rapi (Pisa) D'oro, alla rapa d'argento, fogliata di verde (citato in (14)) |
|        | Rapis o Rappis (Ivrea) Inquartato, al 1° e 4° di rosso, alla croce d'argento trifogliata, al 2° e 3° di rosso, a tre bande d'oro Motto: Quia odisti iniquitatem (citato in (16)) |
|        | Rapis o Rappis (Cacciorna d'Andorno) D'azzurro, alla rapa d'argento, nascente dalla partizione, con il capo d'argento, carico di cinque foglie di verde, a ventaglio, moventi dai lembi superiori della rapa (citato in (16)) |
|        | Rapisarda o Rapisardi (Mascalucia, Catania) Titolo: barone di Sant'Antonio, nobile dei baroni d'argento all'albero sulla pianta erbosa, sinistrato da un leone coronato armato di una mazza, il tutto al naturale (citato in (17)) d'argento, all'albero nodrito sulla pianura erbosa verso destra; sinistrato da un leone coronato, armato di mazza, il tutto al naturale (citato in Mango e in (20)) albero nodrito su terrazzo erboso accompagnato a destra da - un leone rampante coronato armato di mazza tutto al naturale su argento (citato in LEOM) Notizie storiche in Famiglie nobili di Sicilia. |
|        | Rapolla (Napoli) Titolo: barone, nobili dei baroni troncato con la fascia d'oro sulla troncatura, nel 1° di rosso di tre stelle d'oro ordinate in fascia; 2° d'azzurro alla rapa al naturale (citato in (17)) fascia di oro su troncato di rosso e di azzurro - 3 stelle (6 raggi) di oro poste in fascia su rosso - rapa fogliata al naturale posta in palo su azzurro (citato in LEOM) |
|        | Rapondi (Lucca) D'azzurro, a sei coppie di spighe addossate e ricadenti d'oro, 3.2.1 (citato in (14)) |
|        | Rappa (Mondovì) Palato d'argento e di nero, al capo di rosso alias Palato di nero e d'argento, al capo di rosso (citato in (16)) |
|        | Rappini (Roma, Varese) leone rampante rivolto di oro sul rosso del tagliato di rosso e di oro - stella (5 raggi) di oro in alto a destra su rosso - ancora di nero su oro - aquila di nero su oro in capo (citato in LEOM) |

### Ras
| Stemma | Casato e blasonatura |
| ------ | --- |
|        | Raschieri o Costa Raschieri (Chieri) Titolo: consignori di Chieri D'azzurro, a cinque bande d'oro (citato in (16)) |
|        | Raschieri Costa degli Albuzzani (Chieri) D'azzurro, a cinque bande d'oro (Immagine nella Raccolta stemmi Trippini (JPG).) |
|        | Raschioira o Rascioira (Rivoli) Titolo: consignori di Pralormo Inquartato, al 1° e 4° d'azzurro, a tre stelle d'argento, poste in banda, al 2° e 3° di rosso, alla collina d'argento (citato in (16)) |
|        | Rasetti (Chieri) Troncato, con la fascia di rosso, sulla partizione, al 1° d'argento, alla rondine di nero, volante in banda e all'ingiù, al 2° d'oro, a tre pali, di rosso (citato in (16)) |
|        | Rasignani (Pisa) Di rosso, al monte di sei cime di verde, accompagnato in capo da tre rose d'argento, 1.2 (citato in (14)) |
|        | Rasini o Rasino (Milano, Torino) Titolo: conti di Bollengo; consignori di Burolo, La Cassa D'oro, al castello di rosso, con il capo, di concessione, di Chiablese alias Partito, al 1° d'oro, al leone di nero, linguato di rosso, con la banda di rosso, attraversante, al 2° d'oro, al castello di rosso, con il capo, di concessione, di Chiablese Motto: Pax virtuti comes (citato in (16)) |
|        | Rasini (Carignano) D'oro, al castello di rosso, con il capo, di concessione, di Chiablese Motto: In arce placebo (citato in (16)) |
|        | Rasini o Rasino o Raisin o Raisino (Pinerolo, Torino) D'azzurro, al grappolo d'uva, con i pampini, al naturale (citato in (16)) grappolo di uva con pampini al naturale su azzurro (citato in LEOM) Motto: Deo et hominibus |
|        | Rasini o Raisin (Nizza) Troncato, al 1° d'argento, all'aquila coronata, di rosso, al 2° d'oro, cucito, a tre grappoli d'uva, di nero, pampinosa di verde alias D'argento, a tre grappoli d'uva nera, con i pampini, al naturale, con il capo d'oro, cucito carico di un'aquila, di rosso alias D'oro, a tre grappoli d'uva nera, con i pampini, al naturale, con il capo d'oro, cucito carico di un'aquila, di nero Motto: Sic fidelis semper (citato in (16))                                                                                             |
|        | Rasini o Reysini (Saluzzo) D'argento, al grappolo di uva nera, fogliato di verde Motto: In arce placebo>BR/> (citato in (16)) |
|        | Raspa o Raspi (Vercelli, Casale) Titolo: signori di Olcenengo, Salasco D'oro, alla fascia di verde, carica di tre lampade, d'argento, accese di rosso, con il capo d'argento, cucito alias Inquartato, al 1° e 4° d'oro, alla fascia di verde, carica di tre lampade, d'argento, accese di rosso, con il capo d'argento, cucito, al 2° e 3° d'oro, al leone di verde alias Troncato, al 1° e 4° d'oro, alla fascia di verde, carica di tre lampade, d'argento, al 2° e 3° d'oro, cucito, al leone coronato di verde Motto: Entre eux deux (citato in (16)) |
|        | Raspandi o Raspaudi (Revello) D'argento, al gallo ardito, di rosso, con una banda d'azzurro attraversante, cariche di tre R maiuscole, d'oro (citato in (16)) |
|        | Raspi (Bergamo, Ferrara) 2 zampe di leone di oro incrociate sormontate da testa di leopardo dello stesso in maestà su partito di argento e semitroncato di rosso e di verde - mano di aquila di oro sullo stesso in basso (citato in LEOM) |
|        | Rasponi (Roma, Ravenna, Bologna, Firenze, Milano) d'oro, a due branche di leone d'azzurro recise di rosso passate in croce di Sant'Andrea (citato in (2) - pag. 169 e in (5) - pag. 106) 2 zampe di leone di azzurro recise di rosso incrociate su oro (citato in LEOM) (Immagine nell' Archivio Storico Capitolino (PDF) (archiviato dall'url originale il 4 marzo 2016).) |
|        | Rasponi inquartato: nel primo e quarto d'azzurro alla banda contra-doppio-merlata d'oro accompagnata da sei stelle del medesimo di otto raggi (Aldobrandini); nel secondo e terzo d'oro a due branche di leone d'azzurro recise di rosso passate in croce di Sant'Andrea (Rasponi); l'inquartatura sotto un capo di rosso caricato delle chiavi di Santa Sede (citato in (2) - pag. 168 e in (5) - pag. 102) |
|        | Rasponi inquartato, controinquartato d'azzurro e di rosso, alla rovere sradicata d'oro, i rami passati in doppia croce di S.- Andrea (Della Rovere), e al monte di sei cime d'oro, movente dalla punta, sormontato dalla stella a sei raggi dello stesso (Chigi); nel 2º e 3º d'oro a due branche di leone d'azzurro recise di rosso passate in croce di Sant'Andrea (Rasponi) (citato in (5) - pag. 102) |
|        | Rasponi (Cesena) (la blasonatura non è stata ancora caricata) (citato in BLCW) Immagine in Blasone Cesenate. |
|        | Rassinesi (Firenze) Di verde, alla fascia di rosso accompagnata in capo da una pecora corrente d'argento, sostenuta dalla pezza e sormontata da una stella a otto punte d'oro, e in punta da tre mattoni forati d'argento, 2.1 (citato in (14)) |
|        | Rastrelli (Firenze) D'azzurro, alla fascia contromerlata, accompagnata in capo da due stelle a otto punte e in punta da una cometa, il tutto d'oro (citato in (14)) |

### Rat
| Stemma | Casato e blasonatura |
| ------ | --- |
|        | Rati e Rati Opizzoni (Tortona) Titolo: signori di Castel de' Rati, Torre de' Rati; consignori di Rovereto, Tortona Troncato, al 1° d'oro all'aquila di nero, coronata d'oro, al 2° d'argento, a tre tortelli di rosso alias D'argento, a tre tortelli di rosso, con il capo d'oro, carico di un'aquila di nero, linguata di rosso alias Partito, di Rati e di Spinola Motto: Omnia cum tempore - Sub tuum praesidium (citato in (16)) |
|        | Rati (Toscana) (DE) In rot-silber gespaltenem Feld 6 2:2:2 gestellte Rosen in verwechselten Tinkturen (citato in (23)) |
|        | Rati (Toscana) (DE) In Blau 1 unten gezähnter silberner Schrägbalken (citato in (23)) |
|        | Rati Opizzoni (Tortona, Torino, Reggio Emilia) aquila coronata di nero su oro - 3 palle di rosso poste 2,1 su argento (citato in LEOM) |
|        | Ratta (Bologna) d'oro, al grifone di rosso, tenente con le zampe un ramo di (palma ?) incurvato verso il fianco sinistro dello scudo (citato in (8) – pag. 635) |
|        | Ratta (Cesena) (la blasonatura non è stata ancora caricata) (citato in BLCW) Immagine in Blasone Cesenate. |
|        | Rattazzi (Alessandria, Roma) Interzato in fascia, al 1° d'oro, all'aquila bicipite coronata, di nero; al 2° d'azzurro, a tre stelle d'argento, ordinate in fascia; al 3° d'argento, al topo di nero, passante (citato in (16)) interzato in fascia di oro di azzurro e di argento - aquila bicipite coronata di nero su oro - 3 stelle (5 raggi) di argento poste in fascia su azzurro - topo (ratto) di nero passante su argento (citato in LEOM) |
|        | Rattazzi (Alessandria, Roma) topo (ratto) di nero passante su argento - aquila bicipite coronata di nero su ambo le teste su oro in capo - 3 stelle (5 raggi) di argento su trangla di azzurro (citato in LEOM) |
|        | Ratteri (Carmagnola, Torino) Troncato, al 1° d'oro, al pipistrello di nero, al 2° d'azzurro, a tre stelle (8), d'oro Motto: Nec errat in umbra (citato in (16)) |
|        | Ratteri (Saluzzese) Di rosso, al cane bracco d'argento, rampante, linguato di rosso, collarinato d'oro, sostenente con le zampe anteriori uno scudetto d'argento, crociato di rosso Motto: Non aliter (citato in (16)) |
|        | Ratti o Ratto o Ratti Mentone (Cherasco, Fossano) fasciato d'oro e di nero, alla banda di rosso (citato in (4) – Vol. III pag. 247 e in (16)) fasce d'oro, e negre a sei pezze caricate di banda rossa (citato in (22)) banda di rosso su - fasciato di oro e di nero (citato in LEOM) Cimiero: un moretto nascente, al naturale, rivoltato tenente colla destra un breve scritto col motto: Virtus beatos efficit |
|        | Ratti (Cherasco) 3 fasce di nero su oro (citato in LEOM) |
|        | Ratti o Ratto (Nizzardo, Torino) Titolo: consignori di Mérindol D'oro, a tre fasce di rosso alias Inquartato di Ratti e di Bérenger alias D'azzurro, a tre bisanti d'oro, posati in orlo, con il capo d'oro, carico di un'aquila coronata, di nero, nascente (citato in (16)) |
|        | Ratti (Nizzardo, Torino) Titolo: nobili D'oro, a tre fasce di rosso (citato in (16)) |
|        | Ratti (Milano) aquila di nero su oro ali abbassate poggiante sulla troncatura - 3 palle di rosso poste 2,1 su argento - 2 chiavi una di oro una di argento incrociate ingegni in alto all'esterno legate da nastro di rosso e cimate da tiara pontificia su rosso in capo (citato in LEOM) |
|        | Ratti (Milano, Roma) aquila di nero ali abbassate (volo) su oro - 3 palle di rosso poste 2,1 su argento (citato in LEOM) |
|        | Ratto (Genova, prov. Rapallo, orig. Tortona. Titoli: patr. genovese (m) 1590, Albergo Cybo) d'azzurro a tre sfere due ed una di rosso; al capo d'oro all'aquila nascente coronata di nero, sostenuto d'argento. (citato in (13) – pag. 201) |
|        | Ratto (Genova, prov. Rapallo, orig. Tortona. Titoli: patr. genovese (m) 1590, Albergo Cybo) d'azzurro all'aquila al volo abbassato di nero, coronata d'oro (citato in (13) – pag. 202) |
|        | Ratto o Ratti (Villafranca Piemonte). Titolo: nob (mf) Troncato, d'oro, all'aquila coronata, di nero, e di rosso, al castello di tre torri, d'argento alias D'argento, al castello di rosso, chiuso, con due ratti al naturale, ciascuno appoggiato a una torre, nell'atto di ascendere su di essa (citato in (16)) |
|        | Ratto (Ratto Vaquer) (Genova, Prunetto, Roma). Titoli: nob. (mf), consignore di Castiglione (m), nob. dei cons. di Castiglione (f) inquartato: 1) partito a) d'azzurro a tre tortelli di rosso, al capo d'oro all'aquila nascente coronata di nero, sostenuto d'argento; b) troncato d'oro all'aquila di nero coronata d'oro e di rosso al castello d'argento torricellato di tre pezzi (Ratto); 2) di rosso, troncato da una fascia d'argento caricata da una cometa d'azzurro, ondeggiante in fascia, accompagnata in capo da due teste di moro, attortigliate di bianco e affrontate; ed in punta da due braccia recise, vestite d'azzurro, decussate, impugnanti due spade incrociate al naturale (Vaquer); 3) fasciato d'oro e di nero alla banda di rosso attraversante (Ratto di Fossano); 4) di rosso al castello d'argento torricellato di due pezzi, accollato da tre stelle d'oro 1-2, poste una in capo e due ai fianchi, al cane passante di nero posto nell'apertura in atto di difenderla; al capo d'oro all'aquila bicipite di nero coronata d'oro sulle due teste (Ratto). Corona d'uso: sette perle visibili. Corona d'uso: sette perle visibili. Cimiero: un pavone in maestà Motto: Virtus Beatos Efficit (citato in Annuario Nobiltà Italiana - 9445 Vol. III pt. IV) |
|        | Ratto Vaquer (Genova, Prunetto, Roma. Titoli: nob. (mf), cav. I.F.(mpr), bar. (mpr) partito: il primo, d'azzurro a tre tortelli di rosso, al capo d'oro all'aquila nascente coronata di nero, sostenuto d'argento; il secondo, di rosso troncato da una fascia d'argento caricata di una cometa d'azzurro serpeggiante nel verso della stessa, accompagnata, in capo da due teste di moro affrontate e bendate di bianco, in punta da due braccia vestite d'azzurro e moventi dai fianchi dello scudo impugnanti due spade d'argento guarnite d'oro incrociate in decusse Cimiero: un liocorno nascente accollato da una corona all'antica Motto: Plus pressa Plus surgit alias Cingit et Obstat (citato in Annuario Nobiltà Italiana - 9445 Vol. III pt. IV; secondo in (9) pag. 343 e 380; primo in (13) pag. 201-2) alias inquartato; il primo, troncato: a) d'oro all'aquila coronata di nero, b) di rosso al castello torricellato di tre pezzi d'argento; il secondo, semipartito troncato: a) di verde al giglio d'oro fiorito d'argento, b) di rosso alla spada alta d'argento, c) d'azzurro al leone accostato da cinque stelle d'argento poste in cinta 2-2-1; il terzo, d'azzurro a tre tortelli di rosso, al capo d'oro all'aquila nascente coronata di nero, sostenuto d'argento; il quarto, di rosso troncato da una fascia d'argento caricata di una cometa d'azzurro serpeggiante nel verso della stessa, accompagnata, in capo da due teste di moro affrontate e bendate di bianco, in punta da due braccia vestite d'azzurro e moventi dai fianchi dello scudo impugnanti due spade d'argento guarnite d'oro incrociate in decusse Cimiero: un liocorno nascente accollato da una corona all'antica Motto: Cingit et Obstat (citato in Annuario Nobiltà Italiana - 9445 Vol. III pt. IV; quarto in (9) pag.343 e 380; secondo in (12) pag.146; terzo in (13) pag. 201-2); primo in (16) alias partito: il primo, d'azzurro a tre tortelli di rosso, al capo d'oro all'aquila nascente coronata di nero, sostenuto d'argento; il secondo, troncato, d'oro, all'aquila coronata, di nero, e di rosso, al castello di tre torri, d'argento Cimiero: un pavone in maestà (albergo Cybo) (citato in Annuario Nobiltà Italiana - 9445 Vol. III pt. IV; primo in (13) pag. 201-2); secondo in (16) alias inquartato; il primo e il quarto: partito: a) d'azzurro a tre tortelli di rosso, al capo d'oro all'aquila nascente coronata di nero, sostenuto d'argento; b) troncato, d'oro, all'aquila coronata, di nero, e di rosso, al castello di tre torri, d'argento; il secondo e il terzo: di rosso troncato da una fascia d'argento caricata di una cometa d'azzurro serpeggiante nel verso della stessa, accompagnata, in capo da due teste di moro affrontate e bendate di bianco, in punta da due braccia vestite d'azzurro e moventi dai fianchi dello scudo impugnanti due spade d'argento guarnite d'oro incrociate in decusse Cimiero: un pavone in maestà (albergo Cybo) Motto: Cingit et Obstat (citato in Annuario Nobiltà Italiana - 9445 Vol. III pt. IV; primo e quarto: a) in (13) pag. 201-2)e b) in (16); secondo e terzo: in (9) pag. 343 e 380. |

### Rau
| Stemma | Casato e blasonatura |
| ------ | --- |
|        | Rau o Rao (Messina, Palermo, Noto) Titolo: barone della Mezza-Sigona, Camemi, Gallina, Bufalefi, Capopassero; marchese della Ferla; principe di Castrorao d'azzurro, alla fenice sorante d'argento sopra la sua immortalità di rosso, guardante il sole d'oro, orizzontale a destra (citato in Mango e in (20)) d'azzurro, con una fenice di argento sopra la sua immortalità di rosso, guardante il sole d'oro, orizzontale a destra (citato in (20)) fenice di argento sulla sua immortalità di rosso mirante - sole di oro uscente dal canton sinistro del capo tutto su azzurro (citato in LEOM) Notizie storiche in Famiglie nobili di Sicilia. Ulteriori notizie storiche in Famiglie nobili di Sicilia. |
|        | Raù Cesano (Pisa, Firenze) Di rosso, alla rotella a profilo spinato, gheronata di sedici pezzi d'argento e di nero (citato in (14)) |
|        | Raudo (la blasonatura non è stata ancora caricata) (citato in DAlena) |
|        | Raugi (Firenze) Losangato d'argento e di nero, alla banda attraversante d'oro (citato in (14)) (DE) In schwarz-silber gerautetem Feld 1 goldener Schrägbalken (citato in (23)) |
|        | Raugi (Toscana) (DE) In silber-blau quergerautetem Feld 1 goldener Schrägbalken (citato in (23)) |
|        | Raulli d'azzurro, alla rapa d'argento, fogliata d'oro (citato in (5) - pag. 152) |
|        | Rausseri (Fossano) Troncato d'azzurro e d'oro, a tre stelle, due d'oro sull'azzurro e una di rosso sull'oro Motto: Ex corde cogitationes (citato in (16)) |

### Rav
| Stemma | Casato e blasonatura |
| ------ | --- |
|        | Rava (Desenzano) dimidiato d'azzurro alla fascia d'argento con tre gigli d'oro nel 1º a tre stelle a otto punte dorate; nel 2º a una rava centrale (citato in Piovanelli) |
|        | Ravaglia (Cesena) (la blasonatura non è stata ancora caricata) (citato in BLCW) Immagine in Blasone Cesenate. |
|        | Ravaglione (Abruzzo) (la blasonatura non è stata ancora caricata) (citato in DAlena) |
|        | Ravagnan (Chioggia) (la blasonatura non è stata ancora caricata: d'azzurro ...) (citato in Araldica gentilizia (archiviato dall'url originale il 4 marzo 2016).) |
|        | Ravagnan (Chioggia) (la blasonatura non è stata ancora caricata: troncato ...) (citato in Araldica gentilizia (archiviato dall'url originale il 4 marzo 2016).) |
|        | Ravanela (Verona) carota di oro posta in palo fogliata di verde su partito di rosso e di argento (citato in LEOM) |
|        | Ravani (Asola) d'argento al ravano naturale (citato in Piovanelli) |
|        | Ravano (Genova) 2 ravanelli di rosso in palo posti in fascia fogliati di 3 pezzi di verde su argento - azzurro pieno in capo (citato in LEOM) |
|        | Ravano (Genova) 2 ravanelli di rosso in palo posti in fascia fogliati di 3 pezzi di verde su argento - aquila di nero su oro in capo - trangla di azzurro pieno (citato in LEOM) |
|        | Ravaschiera o Ravaschieri (Sicilia) bandato d'azzurro e d'argento (citato in Mango e in (20)) Corona di barone Notizie storiche in Famiglie nobili di Sicilia. |
|        | Ravaschieri (principi di Belmonte) bandato d'argento e di rosso, con la seconda banda di rosso caricata da un armellino passante d'argento (FR) bandé de gueules et d'argent, la deuxième bande de gueules chargée d'une hermine passante d'argent (EN) bendy gules and argent, the 2nd bend gules charged with an ermine argent, overall the coronet of a Prince                  |
|        | Ravaschieri (Roccapiemonte) Bandato d'argento e di rosso; la quarta banda rossa caricata dell'ermellino al naturale (citato in DAlena) |
|        | Ravaschieri (Roma) ermellino al naturale passante sulla seconda banda di rosso del - bandato di argento e di rosso (citato in LEOM) |
|        | Ravaschieri (Napoletano) Titolo: conte di Lavagna, Carminiano; duca di Roccapiemonte; principe di Belmonte bandato d'argento e di rosso, la seconda banda d'argento caricata da un leoncino passante rosso (citato in (19)) Notizie storiche in Nobili napoletani (archiviato dall'url originale il 9 dicembre 2019).                                                              |
|        | Ravasini o Ravasino (Parma) 3 stelle (6 raggi) di argento poste in fascia su azzurro - rapa al naturale su rosso (citato in LEOM) |
|        | Ravelli (Napoli) Titolo: baroni d'azzurro allo scaglione d'argento accompagnata da tre stelle (maleordinate in capo ?) (citato in (17)) scaglione di argento su azzurro - 3 stelle (6 raggi) di oro poste 1,2 in alto su azzurro (citato in LEOM) |
|        | Ravello (Molise) D'azzurro allo scaglione d'argento accompagnato in capo da tre stelle dello stesso, male ordinate (citato in DAlena) |
|        | Ravenna (Roma) (la blasonatura non è stata ancora caricata) (Immagine nell' Archivio Storico Capitolino (PDF) (archiviato dall'url originale il 4 marzo 2016).) |
|        | Ravenni (Pistoia) D'azzurro, alla banda d'argento accostata da due pesci d'oro, posti nel senso della pezza (citato in (14)) |
|        | Ravera o Raveria (Ivrea) Troncato d'argento e d'azzurro, alla rapa ritroncata di verde e d'oro, addestrata da un sole, di rosso, e accompagnata in capo da tre stelle d'oro, cucite (citato in (16)) |
|        | Ravera (Ovada) D'azzurro, alla sbarra di verde, caricata di una pecora ferma e rivoltata d'argento, accompagnata da due stelle di sei raggi d'oro, poste una nel capo, l'altra nella punta (citato in (25)) |
|        | Raverti o Reverti (Milano) Titolo: consignori di Ottiglio Troncato d'argento e di rosso, alla rapa d'argento, fogliata di verde, dall'uno all'altro alias Inquartato, al 1° e 4° troncato d'argento e di rosso, alla rapa d'argento, fogliata di verde, dall'uno all'altro, al 2° e 3° di verde, alla banda fusata di rosso e d'argento (citato in (16))                           |
|        | Ravetti (Biella) Titolo: conti di Quassolo D'azzurro, a due leoni d'oro, affrontati, controrampanti sopra uno scaglione d'argento, sormontato da una stella (7) dello stesso alias D'azzurro, allo scaglione d'argento sormontato da una stella (8) dello stesso e caricato di due leoncini d'oro, cuciti, illeoparditi, affrontati Motto: Virtute et fortitudine (citato in (16)) |
|        | Ravetto (Biella) Troncato, al 1° d'azzurro, al sole nascente d'oro, al 2° d'oro, alla rapa di verde, fogliata al naturale Motto: Ab ortu usque ad occasum (citato in (16)) |
|        | Ravicchio o Ravichio o Raviccio (San Maurizio Canavese) Titolo: conti di Vallo D'azzurro, alla rapa sradicata e fogliata, d'argento, sormontata da tre stelle, d'oro, ordinate in fascia Motto: Et sic virtus (citato in (16)) |
|        | Ravicchio o Raviccio (Torino) 3 stelle (5 raggi) di oro poste in fascia su azzurro - rapa al naturale su oro (citato in LEOM) |
|        | Ravicchio o Raviccio (Torino) 3 stelle (5 raggi) di oro poste in fascia su azzurro - rapa fogliata di 3 pezzi al naturale su azzurro (citato in LEOM) |
|        | Ravignani (Pescia, Firenze) Inquartato d'argento e di nero (citato in (14)) |
|        | Ravignani (Napoletano) (la blasonatura non è stata ancora caricata) (citato in (19)) |
|        | Ravignani o Ravignani de Piacentini (Verona) aquila di nero coronata di oro su scudetto di oro su - banda formata da losanghe di oro appuntate accompagnate da - 2 rami di quercia al naturale posti in doppia banda tutto su azzurro - banda ondata in divisa di argento su rosso (citato in LEOM)                                                                                |
|        | Ravina (Fossano) Inquartato, di rosso e d'azzurro(?), al giglio d'argento(?), con l'aquila coronata di nero, caricante i primi due quarti Motto: Non inertibus (citato in (16)) |
|        | Ravingi troncato di rosso e d'argento, a tre rose di quattro foglie dell'uno nell'altro (citato in (5) - pag. 150) |
|        | Ravioli (Compiano) (la blasonatura non è stata ancora caricata) (citato in DAlena) |
|        | Ravizza (Orvieto) leone rampante di oro accompagnato da - 3 stelle (6 raggi) dello stesso poste 1,2 su azzurro - rapa di argento posta in palo su azzurro (citato in LEOM) |
|        | Ravoira o Ravoera (Savoia) tre pali d'argento in campo rosso, caricati di banda azzurra (citato in (22)) |

### Ray
| Stemma | Casato e blasonatura |
| ------ | --- |
|        | Raybaudi Massiglia (Nizza Marittima, Roma) Titolo: conti D'argento, alla testa di cane rivoltata, strappata, posta entro una ghirlanda d'agrifoglio, il tutto al naturale (citato in (16)) testa di cane rivolta strappata posta entro una ghirlanda di agrifoglio tutto al naturale su argento (citato in LEOM) Motto: Deus ac mulier |
|        | Rayberti o Raiberti (Villefranche) Titolo: consignori di Castelnuovo D'argento, al grappolo d'uva nera, con i pampini, al naturale, con il capo d'azzurro, carico di un sole d'oro alias D'argento, al grappolo di ribes, al naturale, con il capo d'azzurro, carico di un sole d'oro (citato in (16))                                 |

### Raz
| Stemma | Casato e blasonatura |
| ------ | --- |
|        | Razzanelli (Firenze) D'azzurro, alla banda d'argento (citato in (14)) |
|        | Razzani (Cesena) (la blasonatura non è stata ancora caricata) (citato in BLCW) Immagine in Blasone Cesenate. |
|        | Razzanti (Firenze) Di rosso, a tre crescenti volti in banda d'oro, 2.1 (citato in (14)) |
|        | Razzanti (Matelica) 3 stelle (8 raggi) di oro su fascia di rosso su azzurro - stella (6 raggi) di oro in alto su azzurro - rosa stelata e fogliata di argento a sinistra - giglio di oro a destra in basso su azzurro (citato in LEOM) |
|        | Razzi (Sassoferrato, Milano) albero di pino al naturale nodrito su terrazzo erboso uscente dalla punta su azzurro - colomba di argento in volo verso destra testa rivolta in alto affiancata da - 2 stelle (8 raggi) di oro in alto su azzurro (citato in LEOM) |
|        | Razzolini (Asolo) Inquartato: nel 1° d'azzurro; nel 2° e nel 3° d'oro; nel 4° d'argento; ciascuno carico di una stella (6), al primo e al quarto d'oro, al secondo ed al terzo d'azzurro (citato in DAlena) 2 stelle (6 raggi) di oro poste in banda una su azzurro e una su argento - 2 stelle (6 raggi) poste in sbarra di azzurro su oro su inquartato di azzurro , argento e di oro (citato in LEOM) |